# Изолабона
Изолабо̀на (на италиански: Isolabona; на лигурски: l'Isora, л'Изора) е село и община в Северна Италия, провинция Империя, регион Лигурия. Разположено е на 106 m надморска височина. Населението на общината е 670 души (към 2011 г.).